# 富山県出身の人物一覧
富山県出身の人物一覧（とやまけんしゅっしんのじんぶついちらん）は、Wikipedia日本語版に記事が存在する富山県出身の人物の一覧である。

## 公人

### 政治家
主に国会議員と都道府県知事を列挙する。地方議会議員と市町村長は記事がある人物のみを列挙する。

#### 国会議員
- 井上義久（衆議院議員）：富山市
- 大橋八郎（法制局長官、内閣書記官長、日本放送協会会長、日本電信電話公社総裁）：高岡市
- 片岡清一（衆議院議員、郵政大臣）：砺波市
- 河合常則（参議院議員）：南砺市（旧城端町）
- 河合良成（衆議院議員、厚生大臣、小松製作所社長）：南砺市（旧福光町）
- 佐伯宗義（衆議院議員、富山地方鉄道会長、立山黒部貫光社長）：立山町
- 篠田弘作（衆議院議員、自治大臣）：富山市
- 正力松太郎（衆議院議員、科学技術庁長官、国家公安委員会委員長、読売新聞社社長）：射水市（旧大門町）
- 新村源雄（衆議院議員）：富山市（旧八尾町）
- 住栄作（衆議院議員、法務大臣）：魚津市
- 高橋はるみ（参議院議員、北海道知事）：富山市
- 橘慶一郎（衆議院議員、高岡市長）：高岡市
- 橘康太郎（衆議院議員）：高岡市
- 谷林正昭（参議院議員）：魚津市
- 田畑裕明（衆議院議員）：富山市
- 玉生孝久（衆議院議員）：富山市（旧八尾町）
- 堂故茂（参議院議員）：氷見市
- 長勢甚遠（衆議院議員、法務大臣）：富山市
- 永田良雄（参議院議員）：射水市（旧新湊市）
- 永山文雄（衆議院議員）：高岡市
- 庭田幸恵（参議院議員、元富山テレビアナウンサー）∶上市町
- 野上浩太郎（参議院議員、農林水産大臣）：富山市
- 萩山教嚴（衆議院議員）：氷見市
- 広野允士（衆議院議員、参議院議員）：富山市
- 細川嘉六（参議院議員、政治学者、ジャーナリスト）：朝日町
- 又市征治（参議院議員、社会民主党党首）：富山市
- 松村謙三（衆議院議員、厚生大臣、農林大臣、文部大臣）：南砺市（旧福光町）
- 水野素子（参議院議員）：朝日町
- 南弘（内閣書記官長、福岡県知事、逓信大臣）：氷見市
- 宮腰光寛（衆議院議員、内閣府特命担当大臣）：黒部市
- 村井宗明（衆議院議員）：富山市（旧大山町）
- 森田高（参議院議員、医師）：富山市
- 安田修三（衆議院議員）：富山市
- 山田俊男（参議院議員）：小矢部市
- 綿貫民輔（衆議院議員、建設大臣、衆議院議長、国民新党代表）：南砺市（旧井波町）

#### 富山県知事
- 館哲二（富山県知事、参議院議員、鳥取県知事、石川県知事、東京府知事）：高岡市
- 高辻武邦（富山県知事、大阪府知事）
- 吉田実（富山県知事、衆議院議員、参議院議員）：射水市（旧大島町）
- 中田幸吉：富山市
- 中沖豊（富山県知事）：富山市
- 石井隆一（富山県知事、消防庁長官）：富山市
- 新田八朗（富山県知事）：富山市

#### 都道府県知事
- 牛塚虎太郎（岩手県知事、群馬県知事、宮城県知事、東京府知事、東京市長）：射水市（旧大門町）
- 馳浩（衆議院議員、参議院議員、文部科学大臣、石川県知事、プロレスラー）：小矢部市

#### 富山市長
- 湊栄吉（富山市長、富山県議会議長、富山県議員、富山市議員）：富山市（旧上新川郡）
- 森雅志（富山市長、富山県議員）：富山市

#### その他の閣僚
- 安井藤治（鈴木貫太郎内閣国務大臣）

#### 地方議員
- 山本徹（第74代全国都道府県議会議長会議長[1]、第131代富山県議会議長、第121代富山県議会副議長、富山県議会議員、高岡市議会議員）：高岡市[2]

### 官僚
- 柴田善憲（警察庁警備局長）
- 小善真司（国土交通省政策統括官、茨城県副知事）：滑川市[3]
- 中川清明（公安調査庁長官、名古屋高等検察庁検事長）
- 林則清（警察庁刑事局長）
- 二橋正弘（内閣官房副長官、自治事務次官）
- 細川興一（財務事務次官）：富山市

### 司法
- 姫野敬輔（京都府公安委員会委員長・京都弁護士会会長、弁護士）：射水市
- 細野長良（第23代大審院院長、弁護士）：富山市

### 軍人

#### 陸軍軍人・陸上自衛官
- 村井澄夫（統合幕僚会議議長、陸軍少尉）
- 河辺正三（陸軍大将）
- 安井藤治（陸軍中将）
- 河辺虎四郎（陸軍中将）
- 山口淨秀（陸将）
- 瀬島龍三（陸軍中佐）

#### 海軍軍人・海上自衛官
- 杉本正彦（海上幕僚長）
- 濱野力（海軍少将）
- 朝倉豊次（海軍少将）

## 実業家
- 青井忠治（射水市-旧小杉町-出身）：実業家、丸井創業者
- 浅野総一郎（氷見市出身）：実業家、浅野財閥創業者
- 大谷米太郎（小矢部市出身）：実業家、ホテルニューオータニ創業者
- 大矢四郎兵衛（砺波市出身）：中越鉄道（現・城端線）の初代社長
- 金岡幸二（滑川市出身）：富山計算センター（現インテック）設立者の一人
- 角川源義（富山市出身）：実業家、角川書店（現・KADOKAWA）の創立者
- 勘坂康弘（高岡市出身）：実業家、フーズ・フォーラス創業者
- 栗栖利蔵（高岡市出身）：実業家、ヤマト運輸社長
- 黒田善太郎（富山市出身）：実業家、コクヨ創業者
- 小林與三次（射水市-旧大門町-出身）：日本テレビ元社長、読売新聞元会長
- 佐藤助九郎（初代）（砺波市出身）：実業家、佐藤工業創業者
- 清水喜助（富山市-旧大沢野町-出身）：実業家、大工、清水建設創業者
- 清水喜助（2代目）（井波町出身）：実業家、大工、清水建設2代目
- 数土文夫 ：元JFEホールディングス代表取締役社長、日本放送協会経営委員会委員長
- 瀬木博尚（富山市出身）：実業家、博報堂創業者
- 田村友一（富山市出身）：実業家、日医工社長
- 中尾哲雄（魚津市出身）：実業家、ITホールディングス会長、富山県経済同友会代表幹事
- 中田清兵衛（14代）（富山市出身）：十二銀行頭取、貴族院多額納税者議員
- 野田義治（富山市出身）：イエローキャブ創業者、サンズエンタテインメント会長
- 藤野英人（投資家（ファンドマネジャー）、経営者、作家、YouTuber、レオス・キャピタルワークス創業者）
- 松永武（お風呂のソムリエ、バスリエ株式会社代表、一般社団法人HOT JAPAN 代表理事、サウナ倶楽部オーナー）
- 安田善次郎（富山市出身）：実業家、安田財閥創業者（明治期の金融王）
- 山田直稔（南砺市-旧井波町-出身）：浪速商事株式会社創業者。「オリンピックおじさん」で知られる
- 吉倉拓児（小矢部市出身）：実業家、ヨシクラデザイン代表取締役、eFight（イーファイト）代表・プロデューサー
- 吉田忠雄（魚津市出身）：実業家、YKK創業者
- 若狭得治（砺波市出身）：全日空元会長、日本航空協会元会長
- 清水朔郎（富山市出身）：川西航空機・日本モスリン・千代田毛織・角田被服の各取締役、松本商店監査役、金商(現在の三菱商事RtMジャパン)相談役

## 文化人

### 学者
- 荒井洋一（哲学者）
- 上埜進（会計学者）：高岡市
- 上野千鶴子（社会学者）：上市町
- 臼井嘉一（教育学者）：魚津市
- 宇田新太郎（工学者）：入善町
- 大坪喜久太郎（工学者）
- 小川伸一（軍事学者）：砺波市（旧庄川町）
- 奥田靖雄（言語学者）：富山市
- 川勝岳夫（医学者）
- 川人貞史（政治学者）
- 川原田政太郎（工学者）：魚津市
- 北野弘久（法学者）：富山市
- 久々湊晴夫（法学者）：射水市（旧新湊市）
- 黒川良安（医学者、蘭学者）：上市町
- 小竹無二雄（化学者）
- 佐伯弘治（法学者）
- 佐伯彰一（英文学者）
- 崎田文二（物理学者）：南砺市（旧井波町）
- 作野誠一（体育学者）
- 真田信治（言語学者）：南砺市（旧上平村）
- 篠原三代平（経済学者）：高岡市
- 柴田崇徳（工学者）
- 清水扇丈（数学者）：南砺市（旧井波町）
- 関満博（経営学者）：小矢部市
- 高井悌三郎（考古学者）:高岡市
- 高峰譲吉（化学者）：高岡市
- 田中耕一（化学者、ノーベル化学賞受賞者）：富山市
- 田部重治（文学者、登山家）
- 田部隆次（文学者）
- 寺崎哲也（薬学者）
- 中井直正（天文学者）
- 中田節也（火山学者）
- 中西智海（仏教学者）：氷見市
- 滑川徹（工学者）
- 南日恒太郎（言語学者）
- 西修（法学者）
- 古村孝志（地震学者）：小矢部市
- 堀田一善（経済学者）
- 水上千之（法学者）：富山市
- 湊長博（医学者）
- 南塚信吾（歴史学者）：富山市
- 安丸良夫（歴史学者）：南砺市
- 山崎光悦（工学者、第11代金沢大学学長）：小矢部市
- 山田孝雄（国語学者）：富山市
- 吉岡斉（社会学者、科学史家）：富山市
- 吉川日出男（法学者）：射水市（旧下村）
- 吉田光昭（生物学者）：高岡市

### 画家
- 東一雄：富山市
- 荒谷直之介：富山市
- 井黒四郎：滑川市
- 石崎光瑤：南砺市
- 岩井新吉：黒部市
- 大島秀信：富山市
- 角間貴生：高岡市
- 金守世士夫：高岡市
- 下保昭：砺波市
- 川辺外治：砺波市
- 木下晋：富山市
- 木村立嶽：富山市
- 清原啓一：砺波市
- 郷倉千靭：射水市
- 高坂卓至：射水市
- 小坂勝人：高岡市
- 齋藤清策：砺波市
- 櫻井鴻有：高岡市
- 佐竹清：高岡市
- 佐竹美保
- 里見米庵：射水市
- 塩崎逸陵：高岡市
- 島田四郎：砺波市
- 十二町仁三：高岡市
- 頭川政始：高岡市
- 高倉一二：高岡市
- 玉本奈々：射水市
- 篁牛人：富山市
- 谷口藹山：立山町
- 谷口山郷：朝日町
- 鶴谷登：高岡市
- 布尾良策：氷見市
- 豊秋半次：朝日町
- 野上祇麿：射水市
- 藤森兼明：砺波市
- 前田常作：入善町
- 松浦守美：富山市
- 南桂子：高岡市
- 吉田公均：上市町

### 彫刻家
- 佐々木大樹：黒部市
- 田畑功：高岡市
- 辻志郎：砺波市
- 松村外次郎：砺波市
- 山下清：南砺市（旧城端町）
- 横江嘉純：富山市（旧八尾町）
- 吉野美奈子：富山市

### 書家
- 大平山濤：朝日町
- 森大衛：富山市

### 工芸家
- 石黒宗麿（陶芸家、人間国宝）：射水市（旧新湊市）
- 斎藤侊琳（仏師）：南砺市
- 村田宏（金工）：高岡市
- 山崎覚太郎：（漆芸家）：富山市

### 建築家
- 槻橋修：高岡市
- 吉田鉄郎：南砺市（旧福野町）

### 作家
- 朝香祥：高岡市
- 荒山徹：高岡市
- 稲垣史生：砺波市
- 梅原克文：富山市
- 小沢昭巳：朝日町
- 翁久允：立山町
- 久世光彦：富山市
- 源氏鶏太：富山市
- 仁志耕一郎：黒部市
- 能坂利雄：氷見市
- 林かおり：高岡市
- 坂東眞理子：立山町
- 廣川まさき：（ノンフィクション）富山市
- 辺見じゅん：富山市
- 堀田善衛：高岡市
- 向風見也：（スポーツライター）高岡市
- 三島霜川：高岡市

### 詩人・俳人・歌人
- 角川源義（俳人、実業家、角川書店創業者）：富山市
- 角川春樹（俳人、実業家、角川源義の長男、角川書店元社長）：富山市
- 沢木欣一（俳人）：富山市
- 鍋島弘蔵（詩人・コラムニスト、元富山新聞社長）：砺波市
- 辺見じゅん（歌人、角川源義の長女）：富山市
- 古沢太穂（俳人）：富山市
- 米田憲三（歌人、文学者、教育者）：高岡市

### 漫画家
- 池原しげと：入善町
- 石岡ショウエイ：南砺市（旧井波町）
- 今市子：氷見市
- 沖田×華：魚津市
- 尾山泰永
- 河本ほむら：高岡市
- 加納梨衣
- 菊川近子：射水市（旧新湊市）
- 北嶋一喜：高岡市
- 倉嶋圭[要出典]
- SANA
- 高松美咲：射水市
- 立野真琴：富山市
- CHOCO
- 都筑せつり
- 津野裕子：高岡市
- なもり：高岡市
- 西本英雄：黒部市
- 花咲アキラ：射水市（旧新湊市）
- 早坂未紀
- ビーノ：富山市
- 藤子・F・不二雄：高岡市
- 藤子不二雄A：氷見市
- まつもと泉：高岡市
- 三輪士郎：富山市
- 森沢晴行
- 森田ゆき：砺波市
- 柳内大樹：富山市
- 山根青鬼：朝日町
- 山根赤鬼：朝日町
- 吉本浩二：黒部市

### イラストレーター
- 森沢晴行
- 横尾有希子：高岡市

### アニメーション制作者
- 河森正治（アニメ監督）：南砺市
- 坂田理（アニメーター）：南砺市
- 柴田宏明（アニメプロデューサー）
- 細田守（アニメ監督）：上市町
- 本田保則（アニメ音響監督）
- 松原秀典（アニメーター）：高岡市
- もとひら了（アニメ脚本家）：氷見市

### 映画監督・映像作家
- 石川拓磨：富山市
- 鎌仲ひとみ：氷見市
- タカハタ秀太
- 滝田洋二郎：高岡市（旧福岡町）
- 釣崎清隆：高岡市
- 三木康一郎：富山市
- 本木克英：富山市
- 耶雲哉治
- 金森正晃：高岡市
- 今村圭佑

### 脚本家・演出家
- 中野俊成：黒部市（旧宇奈月町）
- 松澤くれは
- タニノクロウ（富山市）

### 作曲家
- 岩河三郎：富山市
- 聖川湧：射水市（旧新湊市）
- 福井直秋：上市町

### 評論家
- 木村剛（経済評論家）：富山市
- 小谷真理（文芸評論家）
- 瀧口修造（美術評論家）：富山市
- 吉崎達彦（経済評論家）：富山市

### 棋士・雀士
- 飯田正人（雀士）
- 田村康介（棋士）：魚津市
- 千葉涼子（女流棋士）：上市町
- 村田顕弘（棋士）：魚津市
- 服部慎一郎（棋士）：富山市
- 野原未蘭（女流棋士）：富山市

### その他の文化人
- 青木昌勝（アマチュア天文家）：富山市
- 岡田博美（ピアニスト）
- 川嶋哲郎（ジャズ・サックス奏者）
- 中村啓子（ナレーター）
- 冨士信夫（歴史家）
- 澤田大筰（治療家）：黒部市（旧宇奈月町）
- 中瀬智哉（ピアニスト）

## スポーツ選手

### 陸上競技選手
- 大森盛一（400m・4×400mリレー）：高岡市
- 谷井孝行（競歩選手）：滑川市
- 福居紗希 (長距離選手)：富山市
- 山崎勇喜（競歩選手）：富山市（旧八尾町）

### 水泳選手
- 荒瀬洋太（競泳）：富山市（旧大沢野町）
- 荒田恭兵（ハイダイビング）：高岡市

### サッカー選手

#### 男子選手
- 荒谷弘樹：高岡市
- 石黒智久：射水市（旧新湊市）
- 岩倉一弥：南砺市（旧井波町）
- 碓井聖生：上市町
- 大﨑淳矢：富山市
- 大塚翔：富山市
- 岡本將成：朝日町
- 小田切道治：富山市
- 小森飛絢：
- 佐々木陽次：富山市
- 瀬戸春樹：富山市（旧大沢野町）
- 高橋駿太：射水市（旧新湊市）
- 舘野俊祐：富山市
- 坪井清志郎：南砺市（旧井波町）
- 中島裕希：高岡市
- 中田大貴：富山市
- 鍋田純志：富山市
- 西晃佑：富山市
- 西野泰正：富山市
- 野嶋良：立山町
- 明堂和也：富山市
- 森泰次郎：富山市
- 柳沢敦：射水市（旧小杉町）
- 楽山孝志：魚津市
- 西村拓真：富山市（愛知県）
- 馬渡隼暉：富山市
- 石坂元気：富山市
- 井上丈：富山市
- 藤井航大：富山市

#### 女子選手
- 宝田沙織：立山町
- 西野朱音：富山市
- 安田陽子：富山市

### 野球選手
- 浅井樹：富山市
- 荒木貴裕：小矢部市
- 青野拓海：氷見市
- 石川歩：魚津市
- 上田洸太朗：高岡市（旧福岡町）
- 魚満芳：射水市（旧新湊市）
- 内山壮真：上市町
- 尾山敦：南砺市（旧城端町）
- 幸山一大：中新川郡舟橋村
- 紺田敏正：砺波市
- 櫻井嘉実：砺波市
- 進藤達哉：高岡市
- 鈴木将光：富山市
- 高堀和也：南砺市
- 高森勇旗：高岡市
- 竹嶋祐貴：舟橋村
- 田畑一也：高岡市
- 土肥健二：射水市（旧新湊市）
- 冨岡聖平：黒部市
- 中澤雅人：富山市
- 中村来生：高岡市
- 西野勇士：高岡市
- 藤井翼：黒部市
- 藤田賢治：富山市
- 干場崇永：氷見市
- 前田四郎
- 松原快：黒部市
- 森田駿哉：富山市
- 森山恵佑：黒部市
- 三浦克也：富山市
- 矢地健人：射水市（旧新湊市）
- 山田龍聖：氷見市
- 山本栄二：富山市
- 湯上谷竑志：黒部市
- 吉岡悟：上市町
- 吉田浩：高岡市（旧福岡町）

### バスケットボール選手
- 荒尾岳：朝日町
- 菅谷徹：射水市（旧新湊市）
- 野尻晴一：高岡市
- 堀川竜一：富山市
- 水戸健史：南砺市
- 吉村隆宏：高岡市
- 黒田祐（現 富山グラウジーズ社長）：上市町
- 馬場雄大：富山市
- 八村塁：富山市
- 八村阿蓮：富山市
- 笹倉怜寿：富山市

### バレーボール選手
- 神本千佳：南砺市
- 高崎紗緒梨：富山市
- 高松未：富山市
- 塚原佳代子：高岡市

### アメリカンフットボール選手
- 東海辰弥：氷見市

### フィールドホッケー選手
- 小野真由美：小矢部市

### プロゴルファー
- 城戸富貴：富山市
- 常文恵：高岡市
- 森口祐子：富山市

### 大相撲力士
横綱
- 梅ヶ谷藤太郎：富山市
- 太刀山峯右エ門：富山市

大関
- 階ヶ嶽龍右エ門：高岡市
- 劔山谷右エ門：富山市
- 朝乃山英樹：富山市

関脇
- 浦風林右エ門：射水市
- 黒瀬川浪之助：氷見市
- 琴ヶ梅剛史：富山市（旧八尾町）
- 玉椿憲太郎：富山市
- 若見山幸平：富山市

小結
- 射水川健太郎：高岡市
- 緑嶌友之助：滑川市

前頭
- 大八洲晃：高岡市
- 寒玉子爲治郎：小矢部市
- 琴ヶ浦善治郎：魚津市
- 駒不動大助：富山市
- 大旺吉伸：射水市（旧新湊市）
- 剣岳吉五郎：富山市
- 吉野山要次郎：黒部市

十両
- 恵比寿洋直三郎

幕下以下
- 藤田川藤介（三段目）
- 鷲尾獄（幕下二段目）：小矢部市

### 格闘家
- 池原信遂（プロボクサー）：入善町
- 大磯武（プロレスラー）：射水市（旧新湊市）
- 大家健（プロレスラー）：南砺市（旧福野町）
- 小幡優作（プロレスラー）：滑川市
- 鎌田翔平（空手家）：高岡市
- 小井義和（空手家）：射水市（旧小杉町）
- SARAMI（総合格闘家）：富山市
- 嶋田雄大（プロボクサー）：富山市
- 小路晃（総合格闘家、プロレスラー）：魚津市
- 寺西勇（プロレスラー）：射水市
- 登坂絵莉（レスリング選手）：高岡市
- 能嶋宏弥（プロボクサー）：黒部市
- 福田富昭（レスリング選手）：滑川市
- MIKU（総合格闘家）：富山市
- 村上和成（総合格闘家、プロレスラー）：富山市
- 矢郷良明（プロレスラー）：射水市
- マサ北宮（プロレスラー）：砺波市
- Leon（プロレスラー）：滑川市

### 柔道選手
- 海老泰博：射水市
- 田知本遥：射水市
- 田知本愛：射水市
- 向翔一郎：高岡市

### 競輪選手
- 伊藤公人：滑川市
- 稲積秀樹：富山市
- 宮越孝治：富山市
- 宮越大：富山市

### その他のスポーツ選手
- 大江光（スノーボード選手）：富山市
- 神岡政夫（ラリードライバー）：南砺市（旧井波町）
- 中野省吾（競馬騎手）：舟橋村
- 石川倭（競馬騎手）：富山市
- 梅基天翔（ラグビー選手）
- 大橋聖香（ラグビー選手）
- 佐々木駿（ラグビー選手）
- 西和磨（ラグビー選手）
- 森山雄（ラグビー選手）:富山市
- 田中笑伊（ラグビー選手）:魚津市
- 若松里佳（ハンドボール選手）

## 芸能人

### 俳優
- 青木満理子
- 朝倉伸二
- 池田航：南砺市
- 池田昌子：富山市
- 岩城力也
- 内浦純一：富山市
- 内田もも香：富山市
- 梅津栄：朝日町
- 大森華恵：富山市
- 荻野友里
- 加納みゆき：氷見市
- 北川和歌子：高岡市
- 北村一葉
- 倉野章子
- 来栖梨紗：上市町
- 黒部進：黒部市
- 佐伯新
- 澤山薫
- 柴田理恵：富山市（旧八尾町）
- 瀬尾智美
- 瀧内公美：高岡市
- 橘由紀子
- 剣幸：富山市
- 中田祐矢：高岡市
- 中山恵：富山市
- 西村まさ彦：富山市
- 野際陽子：富山市
- 長谷川哲夫：入善町
- 早勢美里：富山市
- 樋口瑞姫
- 左幸子：朝日町
- 左時枝：朝日町
- 吹田早哉佳
- 藤木義勝：上市町
- 風吹ジュン：富山市（旧八尾町）、高岡市
- 古村勇人：高岡市
- 松田百香
- 松本岳：富山市（旧八尾町）
- 麻尋えりか：富山市
- 峰蘭太郎：黒部市
- 室井滋：滑川市
- 森カンナ
- 山田辰夫：射水市（旧大島町）
- ユキオ・ヤマト：富山市
- 横山あきお：富山市

### 歌手・シンガーソングライター
- 池田智子（音楽グループShiggy Jr.）：富山市
- 尾田美由紀：入善町
- 高原兄（音楽グループアラジン）：富山市
- 竹内沙帆：高岡市
- 千葉はな（音楽グループ羊毛とおはな）
- 津村謙：入善町
- 成田邦彦（音楽グループザ・キング・トーンズ）：高岡市
- 西島梢（音楽グループナナムジカ）：入善町
- 鼻毛の森：砺波市
- 隼人加織：高岡市
- Hikaru（音楽グループKalafina・H-el-ical//）：富山市
- 水越結花：射水市（旧大島町）
- 吉田真梨：富山市
- W.C.カラス：小矢部市

### ミュージシャン
- 安保"Suginho"一生
- OTO（音楽グループJAGATARA）：魚津市
- SAITARO（元LONG SHOT PARTY）：富山市
- 東京大衆歌謡楽団
- トキタサトシ：高岡市
- 中新賢人（Seattle Standard Café）：富山市
- 長沼健太郎：高岡市
- 中村達也
- 原信夫：富山市
- PxOxN（元LONG SHOT PARTY　現G-FREAK FACTORY）：魚津市
- mayuko（音楽グループAqua Timez）：富山市
- 宮原学

### タレント
- 小山ジャネット愛子
- 国崎和也（お笑いコンビ ランジャタイ）：氷見市
- 佐藤大樹（お笑いコンビ クマムシ）入善町
- 沢樹舞：魚津市
- 豊田麻衣
- 長江もみ：富山市
- 則島奈々美
- パークマンサー（三箇一稔）：射水市（旧新湊市）
- バッドナイス常田 ：黒部市
- ぶらっくすわん
- 藤沢さなえ（お笑いコンビ 雷鳥）：射水市（旧新湊市）
- 藤沢裕一（お笑いコンビ 雷鳥）：射水市（旧新湊市）
- 牧野ステテコ：黒部市
- 松田洋昌（お笑いコンビ ハイキングウォーキング）：富山市
- さだありさ：富山市

### アイドル
- 雨宮伊織（妄想キャリブレーション）：高岡市
- AriAdne
  - 嶋菜由香（元西金沢少女団）
  - 黒畑ひな（元西金沢少女団）
- 市來玲奈（元乃木坂46）：育ちは千葉県
- 加治杏（WAgg）：富山市
- 熊野夏美：砺波市
- 後藤崇太：富山市
- 斉藤花乃子（元西金沢少女団）
- 櫻木ゆら（HISUI KISEKI）
- 島田理奈（元Vienolossi）：富山市
- ローラ・シュクレーヌ（元アフィリア・サーガ）
- 鈴森あみ（Lovebite）：高岡市
- 空野青空：富山市
- 橘由紀子：富山市
- 田中杏奈  (MEOVV)  ：射水市
- 中井りか（元NGT48）：富山市（旧婦中町）[4]
- 葉里真央：高岡市
- 水城夢子（妄想キャリブレーション）
- 南ことの（君に、胸キュン。 (アイドルグループ)）
- 山田楓  (tripleS)  ：富山市
- 山田如凛（元青山☆聖ハチャメチャハイスクール）
- ピコピコ☆レボリューション
  - 堀田彩：富山市
  - 理緒奈：魚津市
  - 松本陽那：富山市
- ほくりくアイドル部
  - 山本愛彩：富山市
  - 石本まや：南砺市
- 前田大輔

### モデル
- 朝倉咲彩︰高岡市
- 池端忍：富山市
- 大平有沙
- 海下真夕：氷見市
- 小森裕佳
- 観月あこ
- 田中杏奈
- 比奈森のあ

### 宝塚歌劇団
- 剣幸：元月組トップスター
- 海乃美月：元月組トップ娘役
- 愛加あゆ：元雪組トップ娘役
- 夢咲ねね：元星組トップ娘役
- 麻尋えりか：元星組男役

### 落語家
- 桂米福：富山市
- 立川志の輔：射水市（旧新湊市）
- 立川談洲：射水市
- 柳家さん生：富山市
- 柳亭痴楽：富山市

### マジシャン
- アレマー玉井：高岡市
- コンプレッサー：高岡市
- ブラック嶋田：入善町

### 声優
- 青木志貴
- 上田那央（まるまる学園放送部）：高岡市
- 上田麗奈[5]：富山市
- 大森章督
- 小川里永子
- 荻野葉月：黒部市[6]
- 佐土原かおり：魚津市
- 下崎紘史
- 谷井あすか
- 中田祐矢
- 藤木義勝：上市町
- 細野雅世
- 中島卓也

### アダルトタレント
- 初音みのり

### その他の芸能人
- ジェットダイスケ（YouTuber）：入善町
- あきぴで (YouTuber) :  富山市
- 庄司悟（ラジオパーソナリティ）
- はじめしゃちょー（YouTuber）：砺波市
- 花上惇（動画クリエイター）：富山市
- よっち  (YouTuber)
- MARIMO。(YouTuber)

## マスコミ

### ジャーナリスト
- 北村森：富山市
- 松井宏夫：南砺市（旧城端町）
- 横山源之助：魚津市
- ロバートソン黎子：高岡市

### 編集者
- 西田篤史：黒部市

### プロデューサー
- 小杉善信：元日本テレビホールディングス・日本テレビ社長：新湊市

### アナウンサー
NHK
- 秋野由美子：高岡市
- 伊藤源太：高岡市
- 松井治伸：富山市
- 山田重光：富山市

北日本放送
- 網谷辰海：富山市
- 荒瀬洋太（現販促事業部）：富山市（旧大沢野町）
- 上野透：黒部市（旧宇奈月町）
- 大沢綾子：滑川市
- 数家直樹：朝日町
- 佐伯翔太：富山市
- 平島亜由美：高岡市
- 武道優美子：射水市（旧小杉町）
- 南歩薫：富山市
- 森本千瑛：富山市
- 柳川明子：射水市（旧新湊市）
- 横島繭子（現ライツ部）：富山市

富山テレビ放送
- 島田嘉乃：富山市
- 谷優子
- 中田彩：富山市
- 堀元優花：高岡市
- 吉國唯：高岡市

チューリップテレビ
- 嘉藤奈緒子（元テレビユー山形）：富山市
- 毛田千代丸：富山市
- 橋本星奈：南砺市
- 舟本真理（元NHK→北日本放送）：富山市

富山エフエム放送
- 今井隆信：小矢部市

県外局
- 市來玲奈（元乃木坂46） - 日本テレビ：育ちは千葉県
- 江幡平三郎 - IBC岩手放送、元東部支社長：氷見市
- 木村雅幸 - エフエム石川：富山市
- 小坂憲央 - 山形放送：朝日町
- 杉原千尋 - フジテレビ
- 住岡佑樹 - 日本テレビ：高岡市
- 東海佳奈子 - 福井放送：富山市
- 豊田康雄 - 関西テレビ放送：富山市
- 中村亜裕美 - TOKYO FM
- 車 吉章-ラジオかなざわ:高岡市

元アナウンサー
- 相本芳彦（元北日本放送）：高岡市
- 粟島佳奈子（元北日本放送）：富山市
- 石本沙織（元フジテレビ）：富山市
- 伊東楓（元TBSテレビ、現・画家）：高岡市
- 江幡平三郎（元IBC岩手放送、東部支社長）：氷見市
- 大村正樹（リポーター、元鹿児島放送）：富山市
- 大友夕可里（元チューリップテレビ）：富山市（旧八尾町）
- 神谷斉子（元富山テレビ放送）
- 河内孝博（元北陸放送、声優）：氷見市
- 木下瑠音（元仙台放送）：富山市
- 久和恵実（元富山エフエム放送）：魚津市
- 佐竹美希（元テレビ金沢→TBSスパークル→BSよしもと）：富山市
- 柴田泰佳（元北日本放送）：射水市（旧小杉町）
- 鷹西美佳（元日本テレビ）：南砺市（出生地は砺波市）
- 竹嶋和江（元石川テレビ放送）：富山市
- 土井里美（フリー、元新潟放送）：朝日町
- 中島真紀子（元北日本放送）：魚津市
- 長島弘樹（元東海テレビ放送・元富山テレビ放送）：射水市（旧下村）
- 林藍菜（フリー、元ラジオ福島・元富山テレビ放送）：富山市
- 舛方勝宏（元日本テレビ）
- 松井康真（元テレビ朝日）：南砺市（旧井波町）
- 松平寛未（元北日本放送）：黒部市（旧宇奈月町）
- 三浦ちあき（和歌山放送リポーター、元北日本放送）：富山市（旧八尾町）
- 三都井美衣（元富山テレビ放送）：南砺市（旧城端町）
- 宮嶋泰子（元テレビ朝日）：高岡市
- 柳下詩織（元チューリップテレビ）：魚津市
- 山田基行（元山形テレビ）
- 山村美樹（元北日本放送）：富山市

## その他

### その他
- 斎藤弥九郎（氷見市出身）：剣豪（神道無念流剣術江戸練兵館道場主）
- 山崎定次郎：丹頂鶴監視員、北海道阿寒郡阿寒町（現釧路市）に入植
- 串岡弘昭：内部告発者
- 佐伯繁：格闘技プロモーター
- 置塩壽（富山市出身）：篤志家
- 島敦彦（富山市出身）: キュレーター

## 富山県にゆかりのある人物

### 在住経験
- 伊藤敏博（シンガーソングライター）：新潟県出身、射水市在住。
- 岩﨑果歩（NHKアナウンサー）：東京都出身、初任地がNHK富山放送局。
- 浦口直樹（TBSアナウンサー）：長崎県出身、チューリップテレビにアナウンサーとして在籍経験あり。
- 鎌田香奈（フリーアナウンサー）：大阪府出身、元チューリップテレビアナウンサー。
- 重原佐千子（フリーアナウンサー）：石川県出身、富山大学卒業。
- 柴田拡正（NHKアナウンサー）：東京都出身、初任地が富山局。
- すまけい（俳優）：北海道出身、富山大学卒業。
- 滝廉太郎（作曲家）：東京府出身、小学校時代に2年弱ほど在住。
- 竹野大輝（NHKアナウンサー）：東京都出身。初任地が富山局。
- 田中泉（元NHKアナウンサー）：東京都出身、初任地が富山局。
- 谷口慎一郎（NHKアナウンサー）：福岡市出身、初任地が富山局。
- 寺澤敏行（NHKアナウンサー）：名古屋市出身、初任地が富山局。
- 利根川進（生物学者）：愛知県出身、小学から中学まで富山市（旧大沢野町）で過ごす。
- 西川典孝（NHKアナウンサー）：横浜市出身、初任地が富山局。
- 根岸昌史（NHKアナウンサー）：東京都出身、初任地が富山局。
- 早瀬雄一（NHKアナウンサー）：名古屋市出身、初任地が富山局。
- 深川仁志（NHKアナウンサー）：埼玉県出身、初任地が富山局。
- 前田普羅（俳人）：東京府出身（異説あり）、富山県に居住、山岳俳句で知られる。
- 牧内直哉（フリーアナウンサー・ラジオパーソナリティ）：大阪府出身・富山県在住、元富山エフエム放送アナウンサー。
- 町田右（NHKアナウンサー）：東京都出身、初任地が富山局。
- 松田亜希（フリーアナウンサー）：石川県出身、富山大学卒業、元チューリップテレビアナウンサー。
- ミノル・ヤマサキ（建築家）：アメリカ合衆国生まれ、日系移民。
- 三輪洋雄（NHKアナウンサー）：北海道出身、初任地が富山局。
- 棟方志功（版画家）：青森県出身、南砺市（旧福光町）に居住。
- 望月豊（NHKアナウンサー）：静岡県出身、初任地が富山局。
- 山内邦臣（英米文学者）：奈良県出身、旧制高岡中学・旧制富山高校卒業。
- 山本大介（ゲームクリエイター）：沖縄県出身、幼稚園年長生から中学2年生までを高岡市で過ごす。

### 血縁関係
- 天海祐希（女優、元宝塚歌劇団）:東京都出身、父が富山県出身。
- 池波正太郎（作家）：東京都出身、祖父が井波の宮大工。
- 稲垣裕之（競輪選手）：京都府出身、父が富山市出身。
- 王貞治（元プロ野球選手）：東京都出身、母が氷見市出身。
  - 王理恵（スポーツキャスター）：東京都出身、王貞治の次女。父方の祖母が氷見市出身。
- 角川歴彦（実業家）：東京都出身、父の角川源義、兄の角川春樹と姉の辺見じゅんが富山市出身。
- 桐谷健太（俳優）：大阪府出身、母が南砺市出身。
- 沢城みゆき（声優）：東京都出身、祖父が上市町出身。
- 澤田隆治（放送プロデューサー）：大阪府出身、父が高岡市出身。自身も高岡市に一時在住経験あり。
- 沢村一樹（俳優）：鹿児島県出身、妻の余西操（モデル）が南砺市出身。
  - 野村大貴（モデル）：東京都出身、沢村一樹の長男。母が南砺市出身。
  - 野村康太（俳優）：東京都出身、沢村一樹の次男。母が南砺市出身。
- 正力亨（実業家）：東京都出身。父が射水市（旧大門町）出身。
  - 正力源一郎（実業家）：東京都出身。正力亨の長男。父方の祖父が射水市（旧大門町）出身。
- 田中冬二（詩人）：福島県出身、父が黒部市出身。
- 田中マルクス闘莉王（元サッカー選手）：ブラジル出身、祖母が富山県出身。
- 谷内六郎（画家）：東京都出身、父が小矢部市出身。
- 豊ノ島大樹（大相撲力士）：高知県出身、妻の竹内沙帆が高岡市出身。
- 中川一郎（政治家）：北海道出身、父の中川文蔵が南砺市（旧福光町）出身。
  - 中川昭一（政治家）：東京都出身、中川一郎の長男。父方の祖父が南砺市（旧福光町）出身。
- 蜷川幸雄（演出家）：埼玉県出身、両親が富山市出身。
- 野田佳彦（政治家）：千葉県出身、父が富山市（旧八尾町）出身。
- 蜂飼耳（詩人）：父が富山県出身。
- 花形冴美（元プロボクサー）：神奈川県出身、父が入善町出身。
- 林みなほ（元TBSアナウンサー）：東京都出身、元夫の橋本吉史が高岡市出身。
- 開心那（スケボー選手）：北海道出身、祖父が富山市出身。
- 本庶佑（医学者、2018年ノーベル生理学・医学賞受賞）：京都府出身。父が富山市出身、母は魚津市出身[7]。
- 真瀬樹里（女優）：東京都出身、母の野際陽子が富山市出身。
- 村井美樹（女優）：京都府出身、祖父が富山市出身。
- モーリー・ロバートソン（DJ・ジャーナリスト・タレント）：アメリカ・ニューヨーク出身。母の黎子が高岡市出身。自身も高岡市で過ごし、富山県立高岡高等学校卒業。
- 山下美夢有（プロゴルファー）：大阪府出身、父が滑川市出身。
- 山手樹一郎（作家）：栃木県出身、祖父が下新川郡選出の富山県議会議員。
- 吉本多香美（女優）：埼玉県出身、父の黒部進が黒部市出身。
- 四十住さくら（スケボー選手）：和歌山県岩出市出身、父親が氷見市出身。

## 架空のキャラクター
- 一ノ瀬渚（『ほしのふるまち』の登場人物）
- 赤座あかり（『ゆるゆり』の登場人物）
- 田原一平（『拝啓、父上様』の登場人物）：氷見市出身
- 富山茄子（『もえちり!』シリーズの擬人化キャラ）
- 村岡栄介（『黄色い涙』の登場人物）：魚津市出身
- 佐々木千枝（『アイドルマスター シンデレラガールズ』の登場人物）
- 関裕美（『アイドルマスター シンデレラガールズ』の登場人物）
- 大崎甘奈（『アイドルマスター シャイニーカラーズ』の登場人物）
- 大崎甜花（『アイドルマスター シャイニーカラーズ』の登場人物）
- 戸田ジュン(『22/7(ナナブンノニジュウニ)』の登場人物)